# Acanthopinae
Acanthopinae – podrodzina modliszek z podrzędu Eumantodea i rodziny Acanthopidae. Obejmuje ponad 40 opisanych gatunków. Zamieszkują neotropikalną Amerykę od środkowego Meksyku po południe Brazylii.

## Morfologia

### Owad dorosły

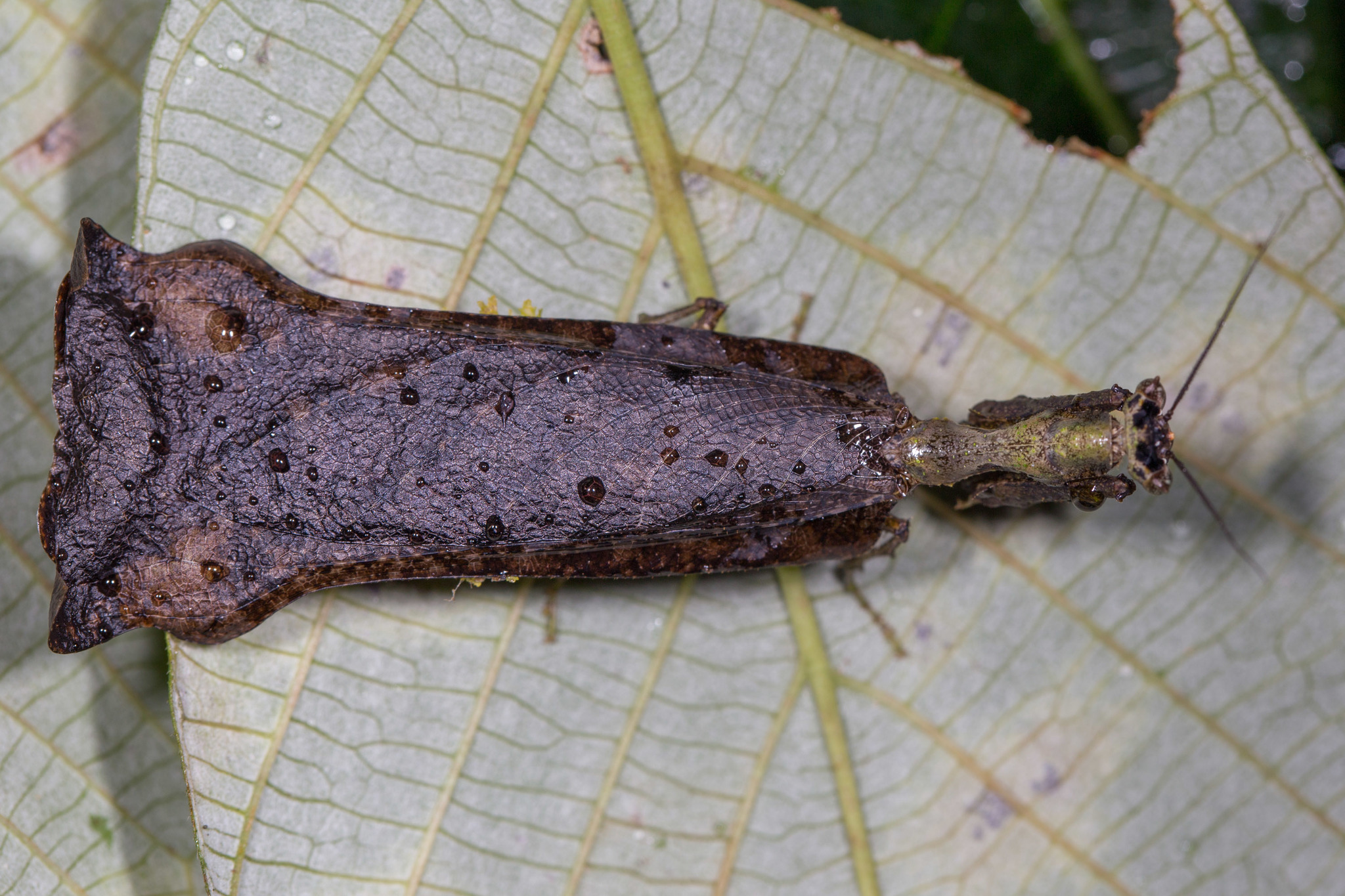
Pseudacanthops huaoranianus stosujący mimikrę względem obumarłego liścia

Modliszki osiągające od 25 do 55 mm długości ciała. U większości gatunków dominują w ubarwieniu odcienie brązu, u niektórych jednak zielenie. Budowa i barwa ciała są mocno wyspecjalizowane w kierunku kamuflażu najczęściej względem usychających lub martwych liści. Głowa ma oczy złożone wyposażone w wyraźne wyrostki wierzchołkowe. W użyłkowaniu skrzydeł przedniej pary (tegmin) zaznaczają się wydłużone pterostygmy. Krawędzie przednich skrzydeł są nieregularne lub zaopatrzone w różnych rozmiarów płaty, co ma upodabniać je do suchych liści. Chwytne odnóże przedniej pary odznacza się obecnością na udzie czterech kolców dyskoidalnych i sześciu lub siedmiu kolców tylno-brzusznych.

### Kokon jajowy
Rudobrązowa do brunatnej ooteka ma kształt mocno wydłużony i na przednim końcu zaopatrzona jest w szypułkę o formie od krótkiej i grubej po bardzo długą i nitkowatą, nawet dwukrotnie dłuższą od reszty kokonu. Ściany zewnętrzne są skórzaste, nagie, niczym nie pokryte. Za pomocą szypułki ooteka zaczepiona jest na powierzchni, zwykle gałęzi lub kory.

## Ekologia i występowanie
Wszystkie stadia rozwojowe stosują mimikrę względem roślin. Samce przesiadują na gałązkach i szczytach roślin, gdzie przypominają uschnięty liść, który jeszcze wisi lub opadł z drzewa. Samice większości gatunków chętnie zwisają z gałęzi lub patyków, również upodabniając się do suchych, zwiniętych liści. U innych samice i młodociane samce upodobnione są do mchów. Zawieszone na szypułkach ooteki przypominać mają uschniętą łupinę lub suchy, zwinięty liść.
Owady te zamieszkują wyłącznie krainę neotropikalną, zarówno  części północno-, jak i południowoamerykańską, rozprzestrzenionymi będąc od środkowego Meksyku na północy po południową Brazylię na południu. Większość zasiedla wilgotne lasy równikowe, zwłaszcza Amazonię i lasy deszczowe formacji Mata Atlântica, ale niektóre występują na terenach o wykształconej zmienności pór roku położonych na północ, wschód i południe od zlewni Amazonki.

## Taksonomia i ewolucja

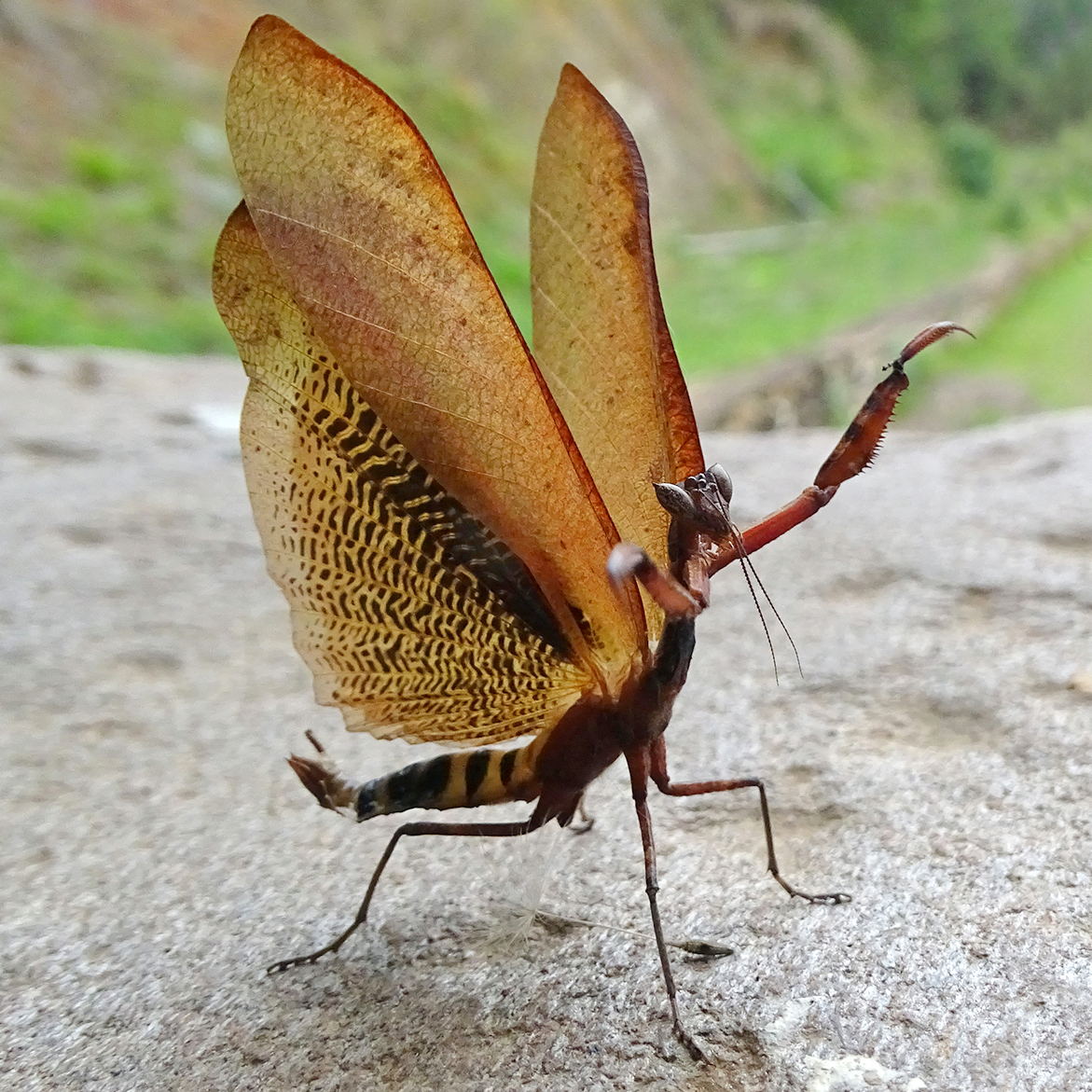
Decimiana tessellata w pozie odstraszającej

Takson w randze rodziny nazwany Acanthopsidae wprowadził do systematyki modliszek Hermann Burmeister w 1838 roku. W systemie Reinharda Ehrmanna i Rogera Roya z 2002 roku Acanthopinae wyróżniano jako jedną z trzech podrodzin w obrębie Acanthopidae. W bazującym na wynikach molekularnej analizy filogenetycznej systemie Julia Riviery i Gavina J. Svensona z 2016 roku każda z tych podrodzin wyniesiona została do rangi osobnej rodziny w obrębie nadrodziny Acanthopoidea. W uwzględniającym także dane morfologiczne systemie Christiana J. Schwarza i Roya z 2019 roku do Acanthopidae włączono podrodziny Acanthopinae i Stenophyllinae, natomiast Acontistinae obniżone zostały do rangi plemienia w obrębie Stenophyllinae.
Do podrodziny zalicza się ponad 40 opisanych gatunków, zgrupowanych w 10 rodzajach:
- Acanthops Serville, 1831
- Decimiana Uvarov, 1940
- Lagrecacanthops Roy, 2004
- Metacanthops Agudelo, Maldaner et Rafael, 2019
- Metilia Stal, 1877
- Miracanthops Roy, 2004
- Parvacanthops Moulin et Schwarz, 2023
- Plesiacanthops Chopard, 1913
- Pseudacanthops Saussure, 1870
- Royacanthops Moulin et Schwarz, 2023

W wynikach analizy molekularnej Riviery i Svensona z 2016 roku Acanthopinae zajęły pozycję siostrzaną dla Acontistini, tworząc z nimi klad siostrzany dla Stenophyllini.